# Islámský stát Afghánistán
Islámský stát Afghánistán (persky دولت اسلامی افغانستان‎, Dawlat-i Islāmī-yi Afghānistan, paštunsky دا افغانستان اسلامی دولت‎, Da Afghanistan Islami Dowlat), též Afghánský islámský stát, byla v letech 1992–2001 prozápadní prozatímní vláda v době probíhající války války v Afghánistánu. Vůdci Islámského státu Afghánistán stáli u zrodu vojensko-politické organizace zvané Severní aliance. Roku 1996 radikální hnutí Talibán dobylo Kábul a vytvořilo Islámský emirát Afghánistán, přičemž vláda se musela dočasně stáhnout do exilu v Badachšánu na území Severní aliance. V prosinci 2001 byl Kábul osvobozen od Tálibánu.